# Arhaphuroides sala
Arhaphuroides sala is een naaldkreeftjessoort uit de familie van de Tanaellidae. De wetenschappelijke naam van de soort is voor het eerst geldig gepubliceerd in 2012 door Blazewicz-Paszkowycz & Bamber.